# Orthotrichum speciosum
Orthotrichum speciosum là một loài Rêu trong họ Orthotrichaceae. Loài này được Nees mô tả khoa học đầu tiên năm 1819.